# Auguste Courmont
Antoine Auguste Courmont, né le 5 janvier 1829 à Paris et mort à une date indéterminée après 1879, est un sculpteur français.

## Biographie
Élève de A. Weimar, Auguste Courmont a pris part aux Salons de 1869 et de 1870 où il a exposé des bas-reliefs.
Né rue des Tournelles, il a habité successivement au 55, rue de Seine puis au 8, place Saint-Sulpice dans le 6e arrondissement de Paris. On perd sa trace après 1879, année où il apparaît pour la première et la dernière fois dans l' Annuaire des beaux-arts et des arts décoratifs.

## Salon des artistes français
Salon de 1869Portrait de Mme A***, bas-relief en plâtre (n° 3333).
Salon de 1870Portrait de Mme A***, bas-relief en marbre (n° 4386) d'après le modèle en plâtre du Salon de 1869.
Portrait de Mme C***, bas-relief en plâtre (n° 4387).